# Adrian Bernhard von Borcke

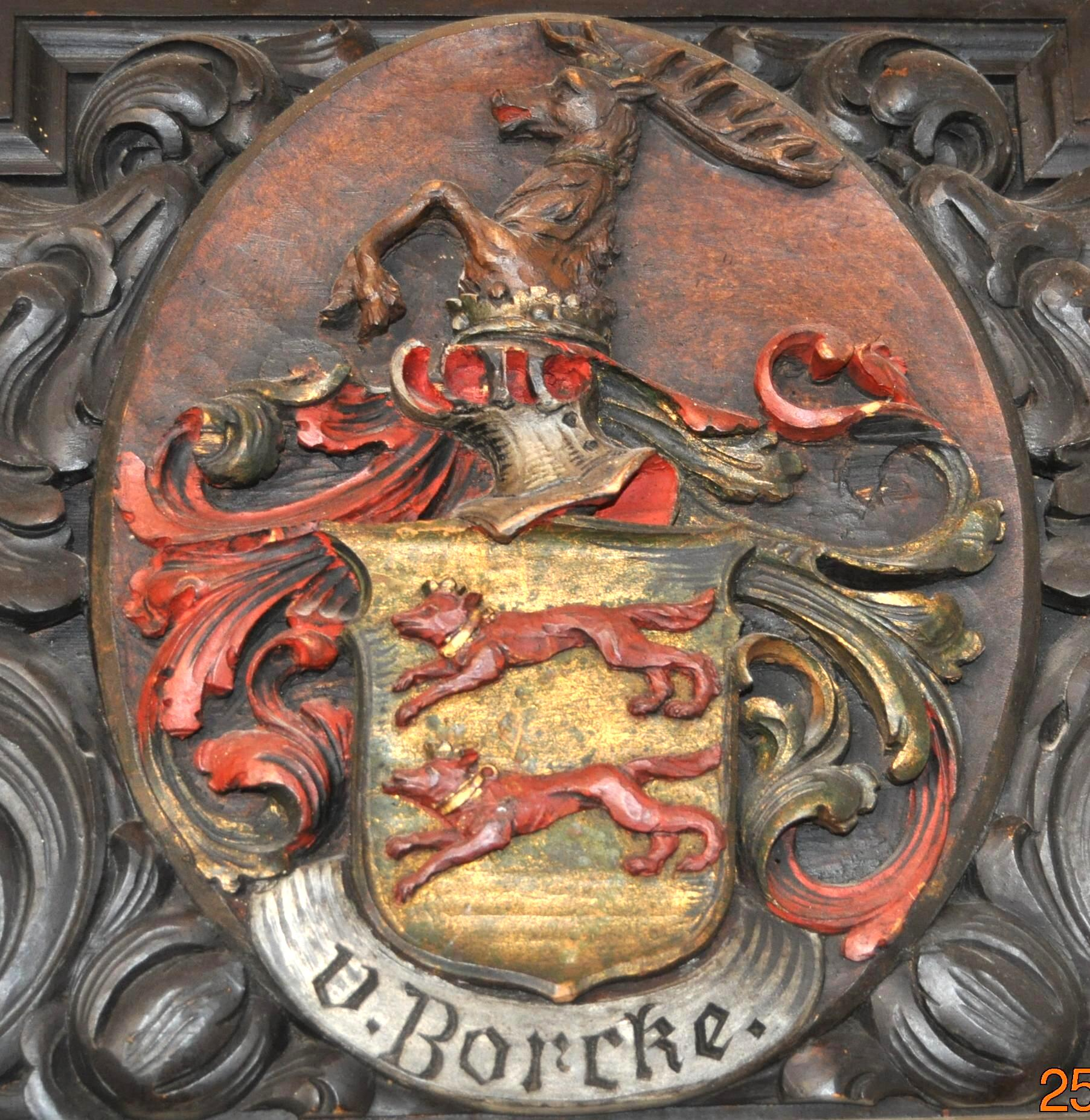
Herb rodowy

Adrian Bernhard von Borcke (ur. 21 lipca 1668 w Alt Döberitz, zm. 25 maja 1741 w Berlinie) – pruski feldmarszałek i minister. Był jednym z najbliższych doradców króla pruskiego Fryderyka Wilhelma I.

## Rodzina
Adrian pochodził ze starej pomorskiej szlachty z rodu Borcke. Jego ojciec Andreas von Borcke (1646–1675), elektor brandenburski i właściciel Regenwalde, Stargordt i Döberitz, zmarł wcześnie. Jego matką była Benigna Maria von Wedel (zm. 1690). Adrian Bernhard von Borcke był żonaty. Jego żoną została w 1699 Antoinette Hedwig von Hallard-Elliot. Miał z nią trzech synów i siedem córek, z których przeżyli go tylko dwaj synowie i dwie córki.

## Kariera
W latach 1683–1686 uczęszczał do gimnazjum w Neustettin. W 1686 wyjechał na dwa lata, na studia na Uniwersytecie Brandenburskim we Frankfurcie. Następnie na Uniwersytet w Lipsku. Odbył dwuletnią wycieczkę kawalerską po Włoszech i Francji. W 1690 po śmierci matki wrócił do domu.
Postanowił zostać oficerem. Został adiutantem generała von Spaen. W 1691 awansowany został na kapitana i dowódcę kompanii. Przez siedem lat brał udział w walkach i oblężeniach podczas wojny palatynackiej we Flandrii. W 1694 Feldmarszałek von Flemming awansował do stopnia majora i mianował adiutantem generalnym. Jako podpułkownik i szef swojego pułku brał udział w kampanii do końca.
W 1701 wziął udział w uroczystościach koronacyjnych w Królewcu. W 1704 objął Pułk Koronny jako pułkownik i dowódca. kilka następnych lat brał udział w wojnie o sukcesję hiszpańską. W 1709 awansowany został na generała. W 1713 Borcke otrzymał nowo utworzony pułk nr 22, a także prawo do stanowiska gubernatora w Szczecinie. Wniósł znaczący wkład w renowację i rozbudowę miasta, które zostało mocno zniszczone podczas wojny północnej. Odznaczony Orderem Orła Czarnego.
W latach 1717–1721 rozbudował pałac w Starogardzie, później tytuł szlachecki Graf. Pod przywództwem Borckego Stralsund i wyspa Rugia zostały na krótki czas odebrane Szwedom. Jako generał porucznik został wysłany na dwa lata do Wiednia jako pruski wysłannik na niemiecki dwór cesarski.
W 1722 otrzymał zlecenie utworzenia skarbu miejskiego na Pomorzu. Został powołany do tajnej Rady Stanu w Berlinie. Król chciał mieć opinię nie tylko o tajnych sprawach państwa, ale także o osobistych sprawach domu królewskiego i jego rodziny. W 1728 Friedrich Wilhelm I mianował Borckego ministrem stanu i gabinetu odpowiedzialnym za sprawy zagraniczne. W 1737 mianowany został feldmarszałkiem generalnym.
W październiku 1740 Fryderyk II wysłał Borckego z misją dyplomatyczną do Hanoweru na spotkanie z brytyjskim królem Jerzym II. Zmarł w 1741.